# معركة فينكستوون الثانية
معركة فينكستوون الثانية(بالإنجليزية: Second Battle of Funkstown)‏ (التي يشار إليها اختصارا باسم معركة فينكستوون ) هي معركة وقعت بالقرب من فينكستوون ، ميريلاند ، في 10 يوليو ، 1863 ، خلال حملة جيتيسبيرغ خلال أحداث الحرب الأهلية الأمريكية حيث هاجمت قوات الاتحاد التابعة لجيش بوتوماك مؤخرة الجيش الكونفدرالي بشمال فرجينيا وذلك أثناء انسحاب الجيش الكونفدرالي من ولاية بنسلفانيا في أعقاب معركة جيتيسبيرغ .

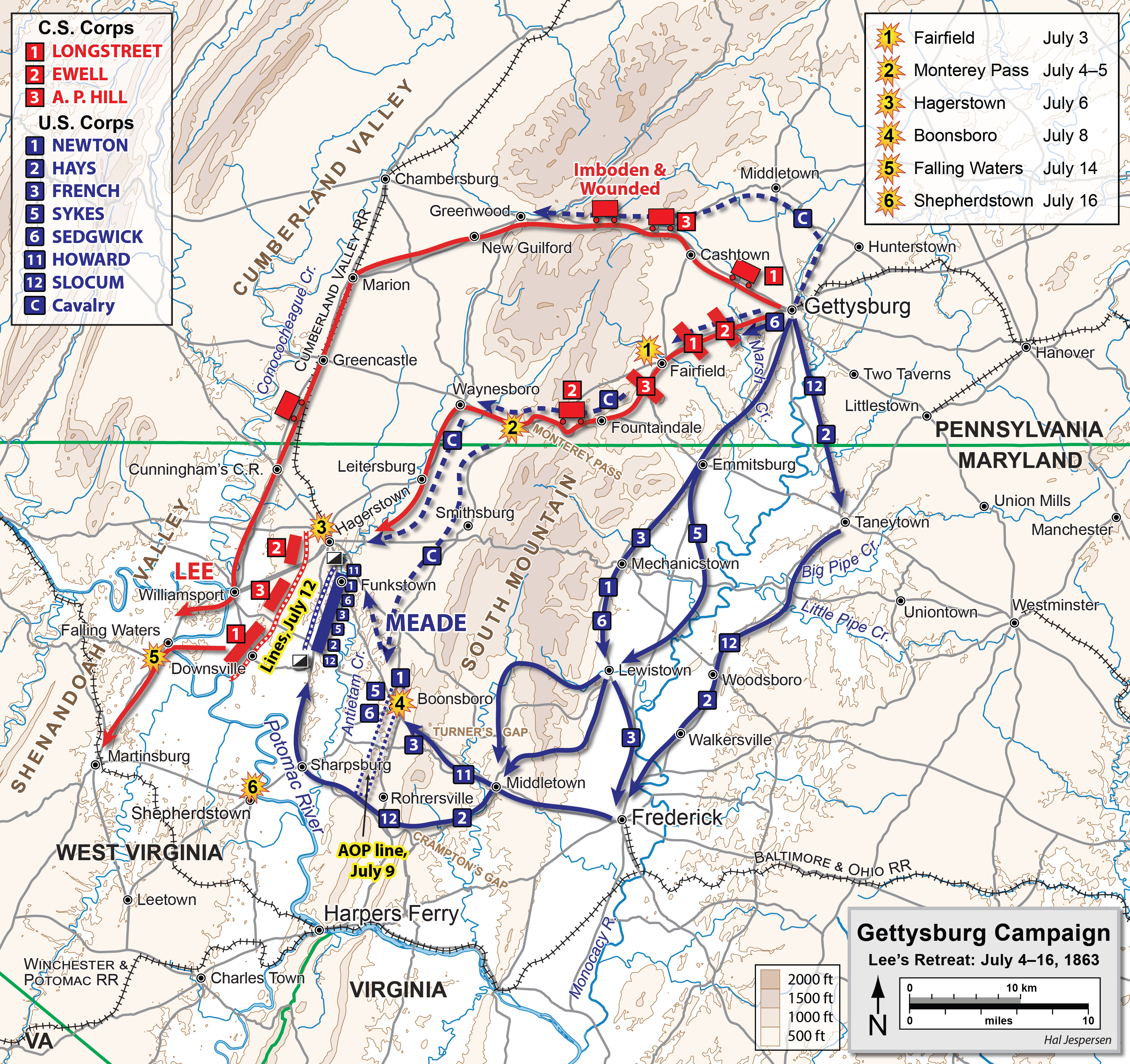
حملة جيتيسبيرغ (من 5 يوليو إلى 14 يوليو)